# 莫巷市场

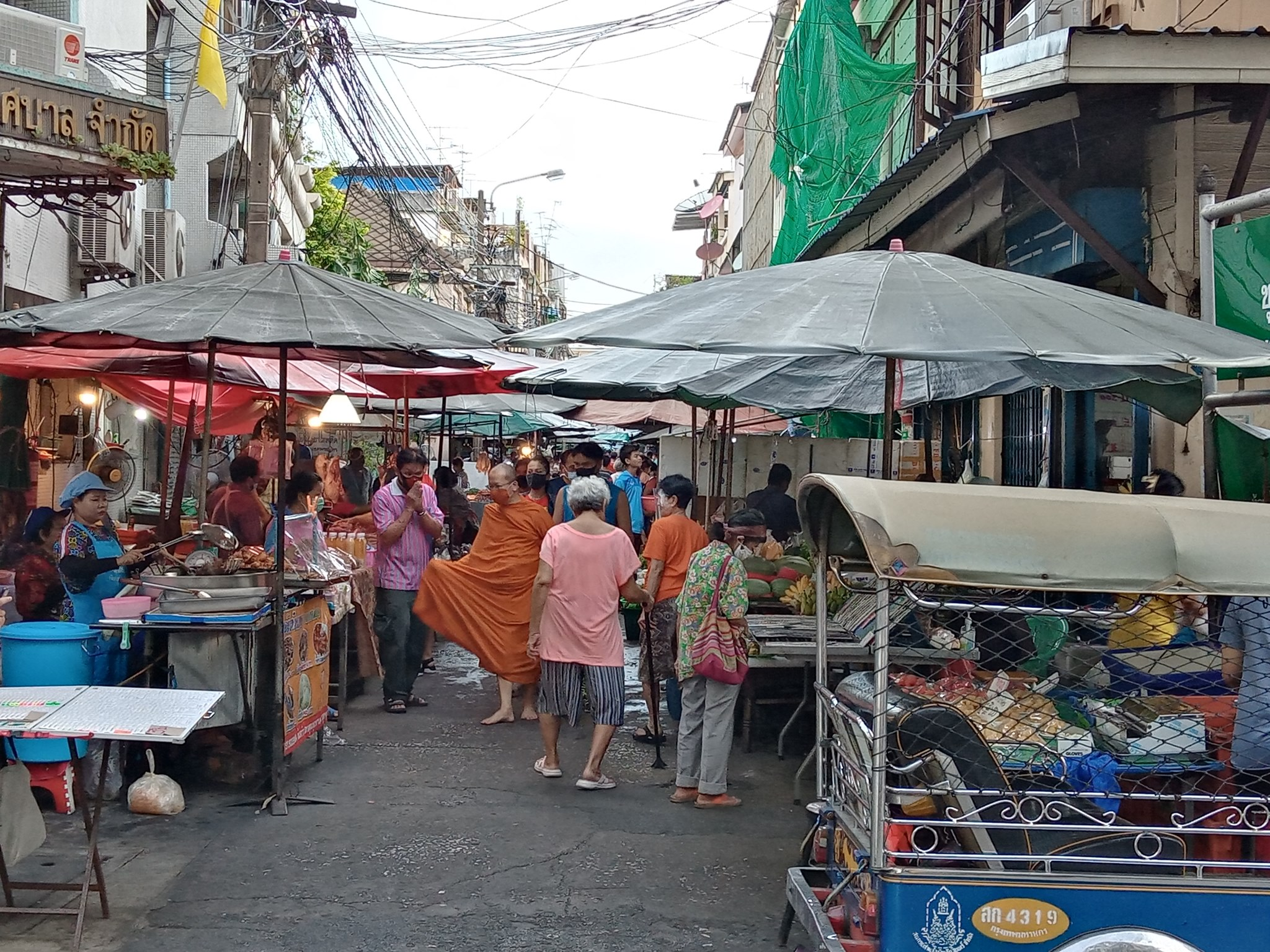

莫巷市场（意为陶巷市场），又称特沙市场（ตลาดเทศา），正式名为拉差博披帕他那社区（ชุมชนราชบพิธพัฒนา），是泰国曼谷旧城一处繁忙的传统市场，至少有七十年历史。位于拍那空县拉差博披寺区的特沙巷（Soi Thesa），连接芒仑曼路和拉差博披寺旁拉差博披路（Thanon Ratchabophit），近韆鞦棚、善见寺、曼谷市政府。莫巷市场是早市，于早间5时至中午11时营业。
莫巷市场在20世纪初是一处陶器市场，有商贩从这里进货，到邻近的万茂路售卖。旧时的莫巷较今日宽阔，且和韆鞦棚相接，故亦称为韆鞦棚市场。1973年，因曼谷市政府工程而经历改造，成为今日的格局。
莫巷市场主要售卖水果、蔬菜、水产、咖喱饭和成衣。这里亦是许多僧侣日常接受布施的地点。莫巷市场靠近芒仑曼路的一端是供佛用品店铺的中心，多由华裔运营。

## 图册

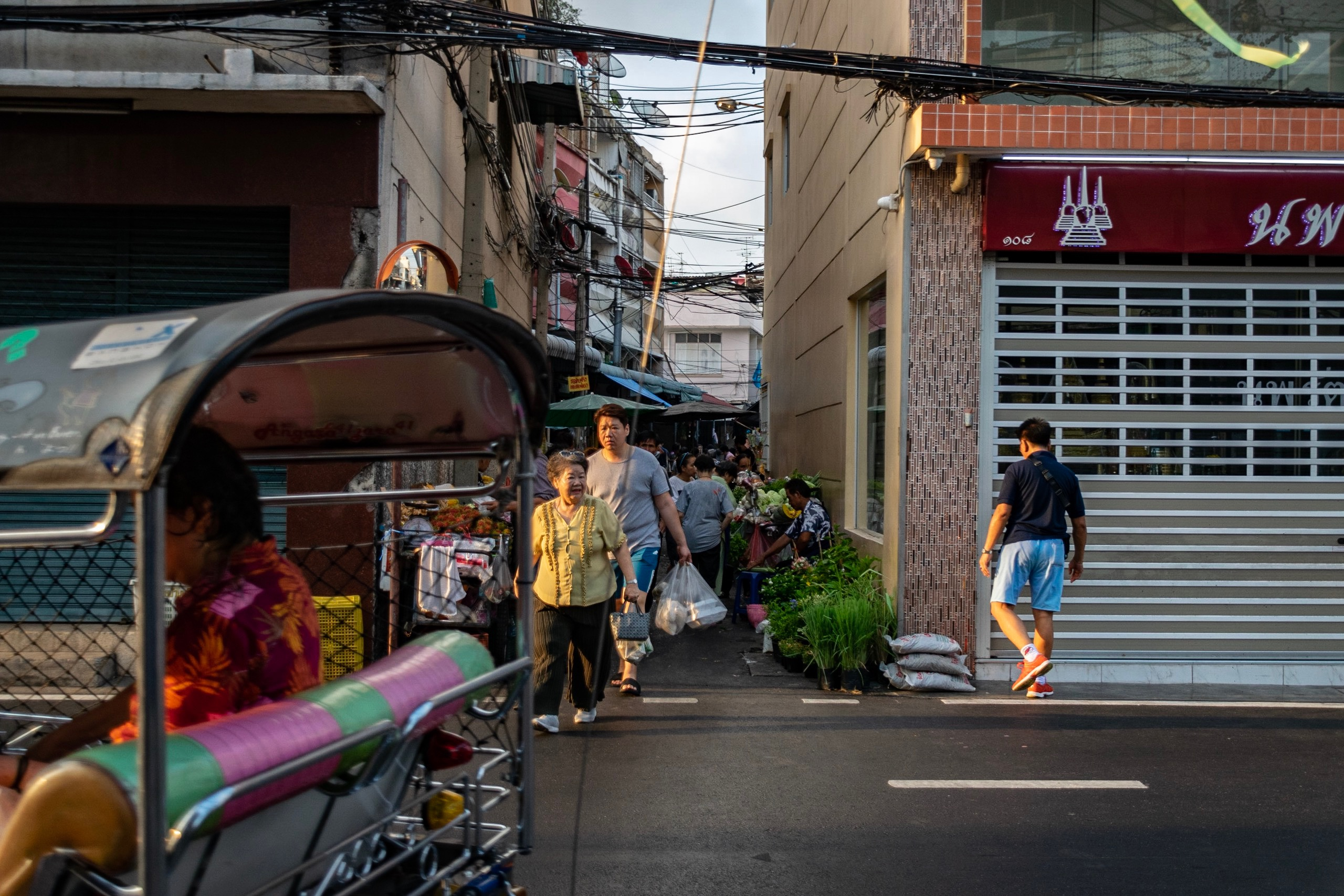
入口
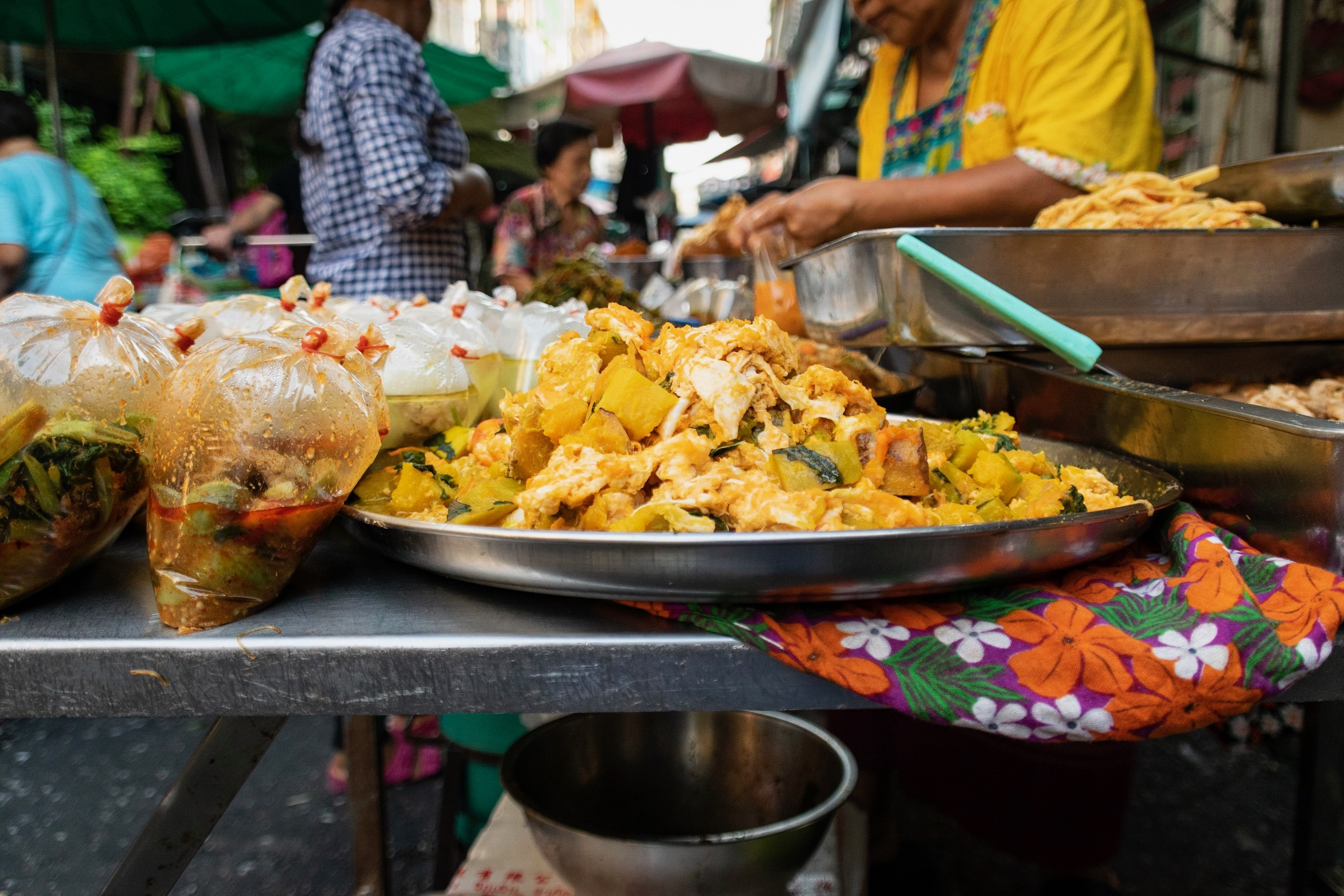
泰式咖喱
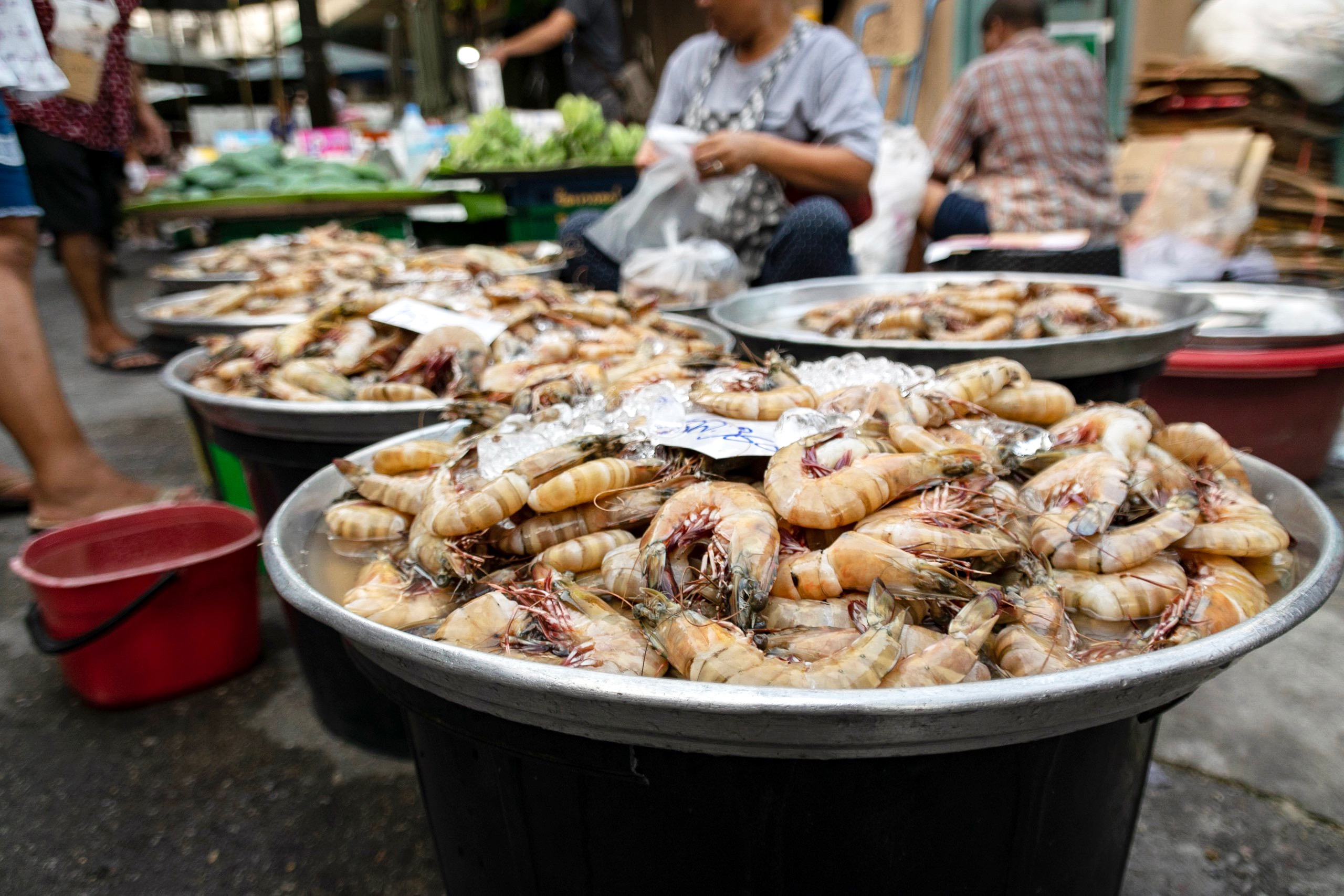
河虾
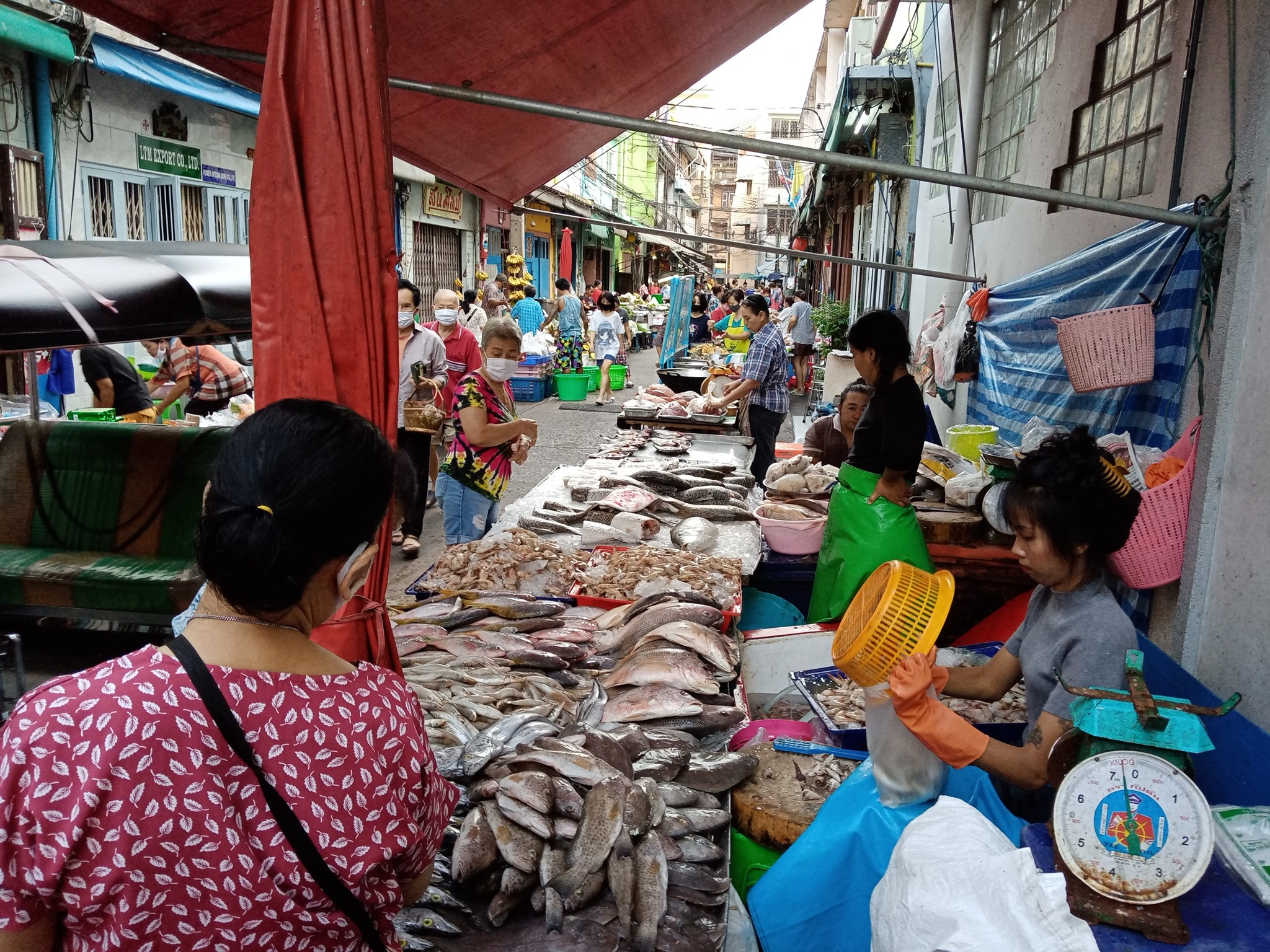
鱼